# ۱۳۵۱ (خورشیدی)
سال ۱۳۵۱ گاه‌شماری خورشیدی، سالی عادی بود.

## رویدادها
- تأسیس دانشگاه صنعت آب و برق تهران
- ۲۱ فروردین - زمین‌لرزه در قیر و کارزین ۵۰۰۰ کشته بر جای گذاشت.
- ۷ بهمن - تأسیس تئاتر شهر

## زادروزها
- ۳ فروردین - شبنم مقدمی، بازیگر
- ۱۰ فروردین - شهریار کمالی، بدنساز حرفه‌ای
- ۱۴ فروردین - ژاله صامتی، بازیگر
- ۱ اردیبهشت - نرگس محمدی، فعال حقوق بشر
- ۱۰ اردیبهشت - رامین ناصر نصیر، بازیگر
- ۱۷ اردیبهشت - اصغر فرهادی، فیلم‌ساز
- ۲۰ اردیبهشت - پیام دهکردی، بازیگر
- ۱ تیر  - سید جواد ساداتی‌نژاد، سیاستمدار و وزیر جهاد کشاورزی
- ۴ تیر - هدیه تهرانی، بازیگر و عکاس
- ۳۱ تیر - علی ابوالحسنی، بازیگر و مجری
- ۲ مرداد - شقایق فراهانی، بازیگر
- ۱۱ مرداد - بهروز رهبری‌فر، بازیکن فوتبال
- ۲۲ شهریور - پارسا پیروزفر، بازیگر و کارگردان
- ۲ مهر - مهدی تارتار، بازیکن فوتبال
- ۹ مهر - لیلا حاتمی، بازیگر
- ۸ آبان -  امیرحسین صدیق، بازیگر
- ۱۱ آبان - پیمان ابدی، بدلکار
- ۱۶ آبان -  ویشکا آسایش، بازیگر
- ۲۲ آذر - شاهکار بینش پژوه، ترانه سرا، خواننده و آهنگساز سبک رپ و پاپ
- ۲۵ دی - رزیتا غفاری، بازیگر
- ۲ بهمن - آرش یارمحمدی توسکی،پژوهشگر و دانشمند در زمینه بهداشت خوراک و مدرس.
- ۷ بهمن - شادمهر عقیلی، خواننده و آهنگساز و بازیگر
- ۲۰ اسفند - لادن مستوفی، بازیگر
- ۲۷ اسفند - شهرام حقیقت‌دوست، بازیگر

## درگذشت‌ها
- ۵ تیر - حسن زیرک، خواننده کُرد
- ۴ خرداد  -  محمد حنیف نژاد  از بنیانگذاران سازمان مجاهدین خلق
- ۴ خرداد  -  سعید محسن  از بنیانگذاران سازمان مجاهدین خلق
- ۴ خرداد  -  علی اصغر بدیع زادگان  از بنیانگذاران سازمان مجاهدین خلق
- ۴ خرداد  -  رسول مشکین فام  از اعضای کادر مرکزی سازمان مجاهدین خلق
- ۴ خرداد  -  محمود عسگری زاده  از اعضای سازمان مجاهدین خلق